# Acidente do C-130 da Guarda Costeira Americana em 2018
Em 2 de maio de 2018, uma aeronave de transporte Lockheed WC-130H da Guarda Aérea Nacional de Porto Rico caiu no estado da Geórgia, pouco depois de partir da Base da Guarda Aérea Nacional de Savannah (localizada no Aeroporto Internacional de Savannah / Hilton Head). A aeronave caiu na rota 21 do estado da Geórgia às 11h26, horário local. Todos os nove ocupantes (cinco tripulantes e quatro passageiros) morreram no acidente. Todos os nove eram membros da Guarda Aérea Nacional de Porto Rico.

## Aeronave
A aeronave era um Lockheed C-130H Hercules com mais de cinquenta anos, prefixo 65-0968 e número de série 4110, que havia sido convertido em um WC-130H para operações de reconhecimento meteorológico. Foi designado para a Guarda Aérea Nacional dos Estados Unidos e operado pela 156ª Asa de Transporte Aéreo da Guarda Aérea Nacional de Porto Rico.

## Acidente
A aeronave estava sendo retirada para aposentadoria no 309º Grupo de Manutenção e Regeneração Aeroespacial, a instalação de armazenamento de aeronaves militares dos EUA na Base Aérea Davis-Monthan, Arizona. A aeronave estava em sua subida inicial para sair do Aeroporto Internacional de Savannah / Hilton Head, quando caiu em uma margem esquerda antes de perder altitude e bater. Testemunhas relataram que a aeronave parecia instável após a decolagem e que um dos motores foi desligado durante o vôo. A aeronave colidiu com a Augusta Road (parte da rota 21 do estado da Geórgia) e, em seguida, ocorreu um incêndio que destruiu toda a fuselagem, exceto a cauda. Todo o pessoal a bordo da aeronave morreu, mas ninguém no solo morreu ou ficou ferido como resultado do acidente. Um vídeo do acidente foi gravado por uma câmera de vigilância próxima.
A investigação do acidente estava sob a jurisdição do serviço ativo da Força Aérea dos Estados Unidos (USAF), que montou um comitê de investigação.

## Rescaldo
Como medida de precaução, o governador de Porto Rico, Ricardo Rosselló, ordenou que todas as aeronaves WC-130 permanecessem aterradas até a conclusão da investigação do acidente. O governador também ordenou uma avaliação da frota WC-130 da Guarda Aérea Nacional de Porto Rico. Além disso, os comandantes da USAF em serviço ativo foram instruídos a observar uma pausa de um dia nas operações, para revisar e identificar potenciais preocupações de segurança que pudessem levar a acidentes.
Um trecho da rodovia 21 no local do impacto foi fechado imediatamente após o acidente, e a Guarda Aérea Nacional forneceu fundos ao Corpo de Engenheiros do Exército dos Estados Unidos para reparos e limpeza. O tráfego foi desviado ao redor do local do acidente para a estrada adjacente SR 307 por meio de um desvio temporário, até a conclusão dos reparos. O trecho fechado da rodovia 21 foi reaberto para uso público em 8 de junho de 2018.
Os destroços da aeronave foram recuperados e transferidos para um depósito em Joint Base Charleston, Carolina do Sul, em meados de maio.

## Investigação
A investigação realizada pela USAF descobriu que a causa raiz do acidente foi um erro dos pilotos após um mau funcionamento do motor.
Durante a corrida de decolagem, o motor número 1 (o motor externo esquerdo) experimentou flutuações de desempenho que passaram despercebidas até depois da decolagem. A potência do motor caiu de quase 4000 horsepower para menos de 300, fazendo com que a aeronave puxasse para a esquerda, quase saindo da pista. A investigação concluiu que a decolagem deveria ter sido abortada, mas não foi. Além disso, a investigação determinou que a tripulação de vôo falhou em se preparar adequadamente para ações de emergência, e os técnicos de manutenção não conseguiram diagnosticar e reparar o motor com defeito antes do vôo.

Depois que a tripulação de vôo retraiu o trem de pouso, eles identificaram que o motor No.1 estava com defeito, mas não realizaram a decolagem continuada após o procedimento de falha do motor ou seguiram a lista de verificação de desligamento do motor, nem completaram a lista de verificação após a decolagem. Os flaps foram ajustados para 50% para a decolagem e não foram retraídos. O método aprovado para manobrar uma aeronave multimotor em tal situação é inclinar a aeronave de forma que o motor com defeito fique na asa alta. Nesse caso, o piloto aplicou incorretamente a margem esquerda e o leme, em vez de inclinar para a direita. A uma velocidade do ar de 131 nós, essas entradas incorretas levaram, em última análise, a um estol da asa esquerda, resultando em uma perda total de controle. A altitude máxima era 900 ft, o que foi insuficiente para recuperar o controle da aeronave.